# チャンデーラ朝

チャンデーラ朝

1200年頃のインド

チャンデーラ朝（チャンデーラちょう、英語：Chandela dynasty）は、9世紀初頭から14世紀初頭にかけて、インド中部のブンデールカンド地方 （現マディヤ・プラデーシュ州）に存在したヒンドゥー王朝。ラージプートの王朝でもある。チャンデッラ朝とも呼ばれる。首都はカーリンジャル、カジュラーホー、マホーバー。

## 歴史

### 成立と独立

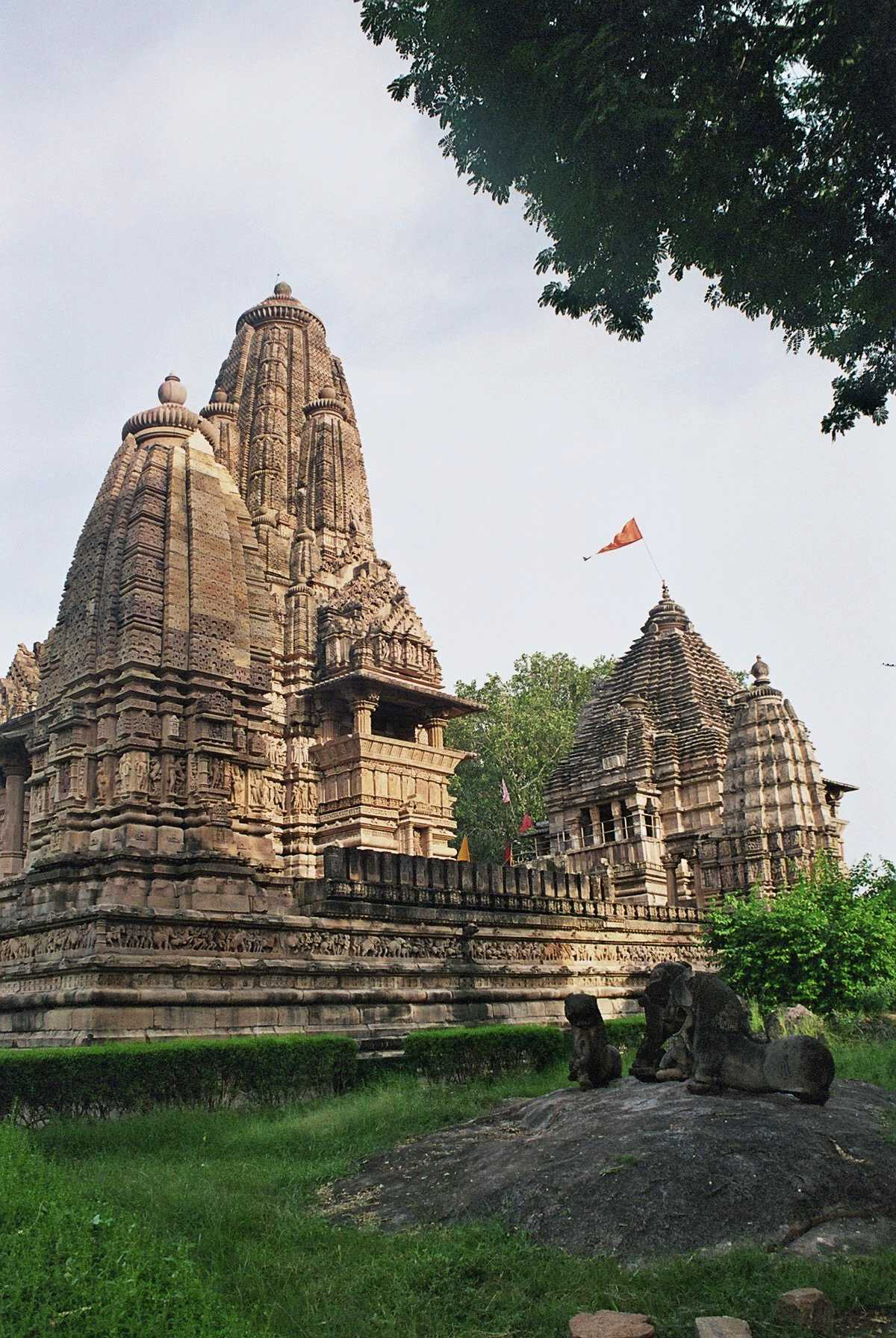
ラクシュマナ寺院

9世紀初頭、チャンデーラ朝の祖であるナンヌカ（在位831年 – 845年）という人物がブンデールカンドを支配し、当初はプラティーハーラ朝の封臣（サーマンタ）であった。チャンデーラ朝は「月」から生まれたクシャトリヤの家系とする伝承をもつ、ラージプートの王朝と自称していた。
しばらくプラティーハーラ朝の封臣として、 デカン地方のラーシュトラクータ朝と戦い続けてきたが、チャンデーラ朝台頭の契機となったのは、まさしく916年から917年に行われたラーシュトラクータ王インドラ3世の北伐であった。
この「北伐」によって、プラティーハーラ朝の首都カナウジは陥落し、プラティーハーラ王マヒーパーラ1世はナンヌカの玄孫にあたるハルシャ（在位：900年 - 925年）の助けを得て、ようやく王位を回復するといった状態であった。
940年頃、ヤショーヴァルマン（在位：925年 - 950年）の治世、ラーシュトラクータ朝のクリシュナ3世がカラチュリ朝と同盟して侵攻し、プラティーハーラ朝はこのときカーリンジャルを失った。だが、ヤショーヴァルマンがラーシュトラクータ朝とカラチュリ朝を破り、カーリンジャルを奪還したことによってこの地を獲得し、自立する契機となった。
また、ヤショーヴァルマンのときに首都カジュラーホーにヴィシュヌ神にささげる宮殿として、ラクシュマナ寺院を建設したことが知られている。
一方、主家であるプラティーハーラ朝が衰退すると、ブンデールカンドでの独立性を確保し、10世紀後半のダンガ（在位：950頃 - 1008頃）の治世には事実上独立し、周辺諸国と争いつつ領土の拡張を押し進めた。10世紀後半のダンガ碑文にプラティーハーラ家を宗主とする記述を刻まなくなり、事実上独立することとなった。
1002年にダンガ王はヴィシュワナータ寺院を建設し、後にパールシュワナータ寺院を建設している。また、カジュラーホーの西グループにチトラグプタ寺院とデーヴィー・ジャガダンバー寺院が建設された。

### 最盛期とガズナ朝の侵入

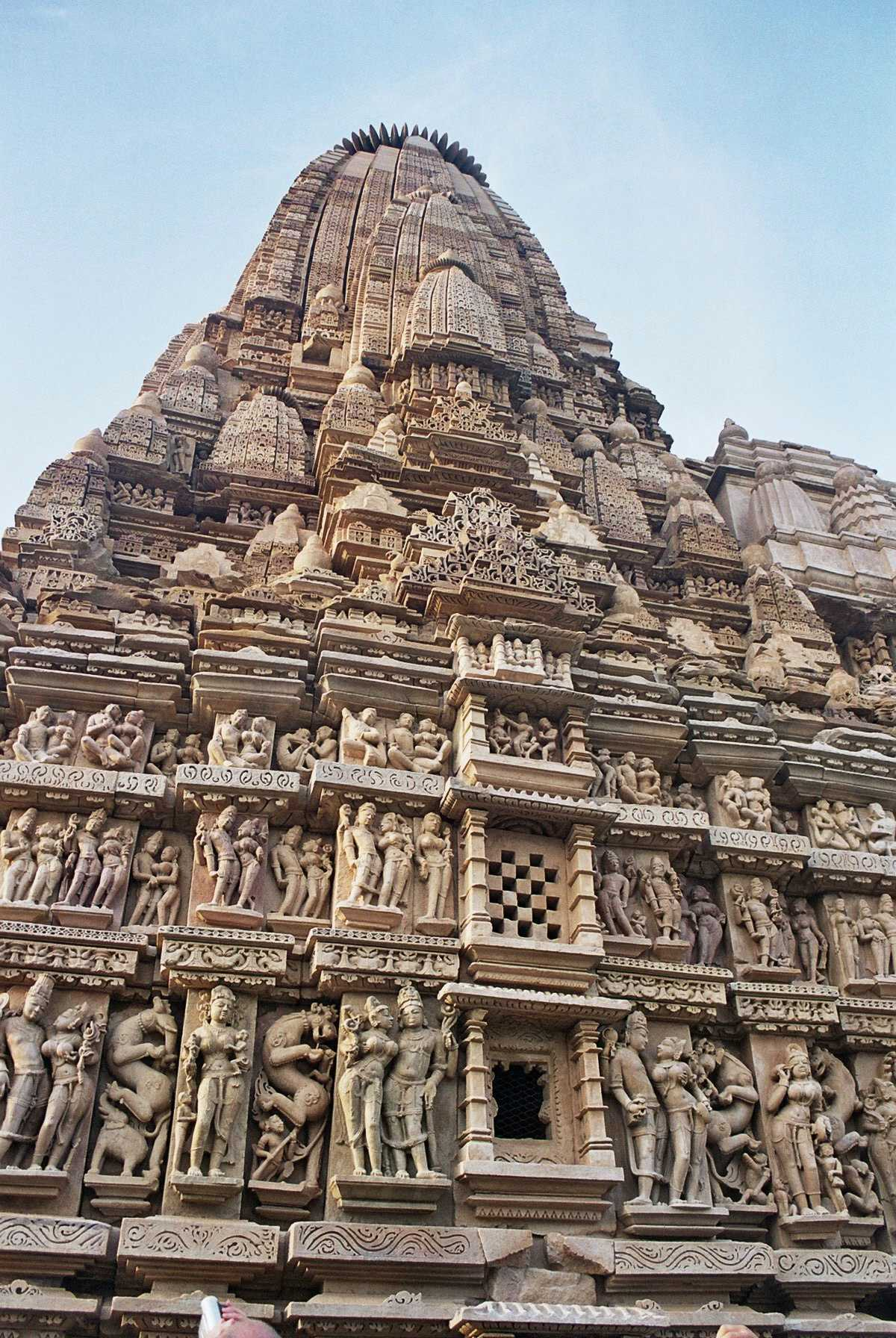
パールシュワナータ寺院

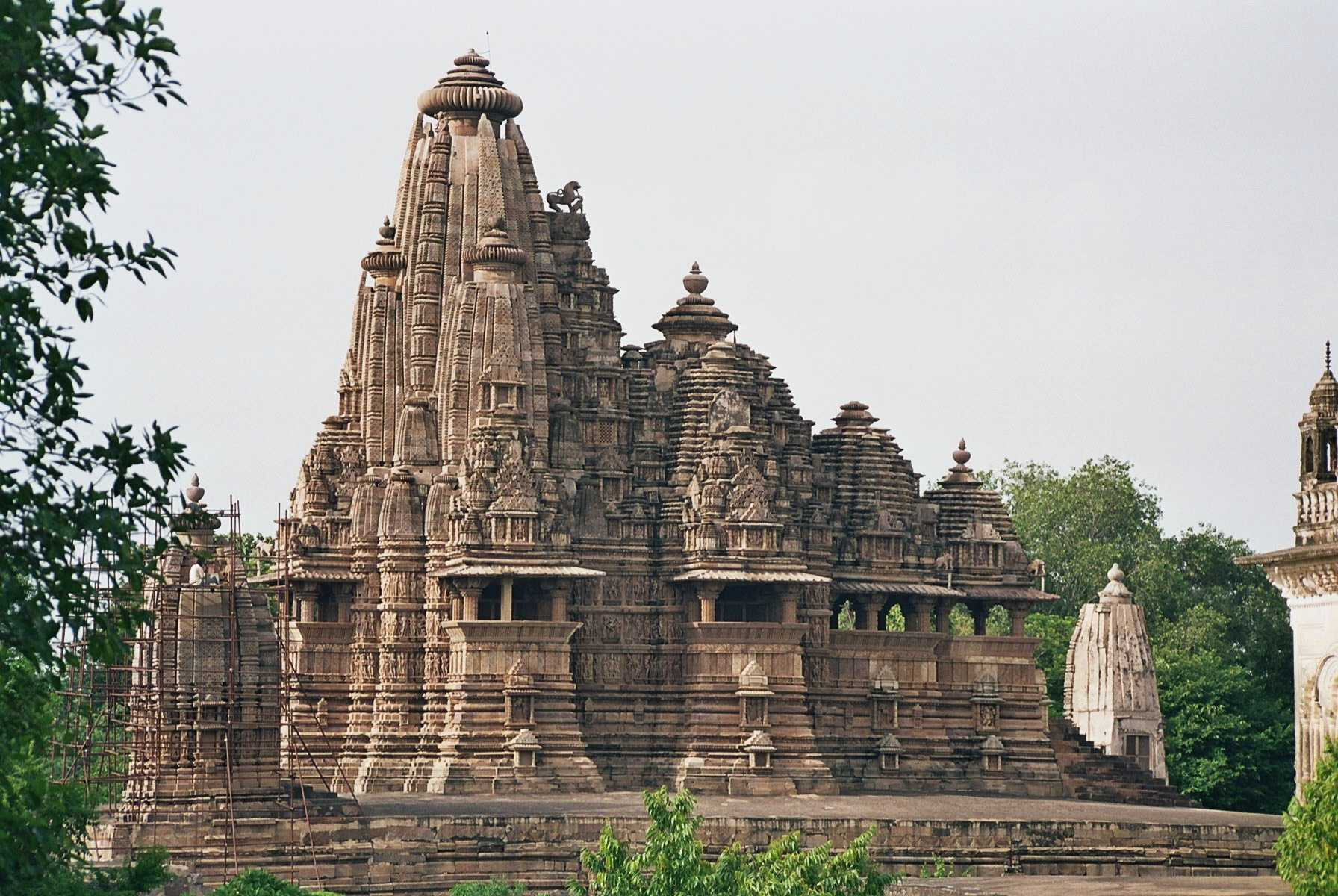
ヴィシュヴァナータ寺院

11世紀初頭のヴィディヤーダラ（在位：1004年 - 1029年）の治世、マールワーのパラマーラ朝の勢力も撃退し、カラチュリ朝の勢力も破るなど、ヴィディヤーダラの治世は最盛期だった。先代に続きこの王も建築事業を行い、11世紀初めにカジュラーホーの西に建設されたカンダーリヤ・マハーデーヴァ寺院は、 シヴァ神の住みかとされるカイラス山を模したものと推定されている。
また、アフガニスタンのイスラーム王朝であるガズナ朝が北インドに侵入し、1018年にプラティーハーラ朝の首都カナウジが落とされた。その際、封臣のカッチャパガータ家のアルジュナに命じて、カナウジを逃げたその君主ラージヤパーラを殺害している。この理由については、ラージヤパーラがむざむざと首都を明け渡したためとされており、イスラーム教徒の歴史家イブン・アシールの著した『完史』に記述されている。
だが、1019年にはチャンデーラ朝もガズナ朝の攻撃を受け、1022年に首都のカーリンジャルが包囲された。このとき、ヴィディヤーダラはガズナ朝の王マフムードに降伏し、300頭の象を指しだし、貢納を支払うことでその独立を保った。
チャンデーラ朝は拠点をいくつか持ち、政治的な拠点としてマホーバー、軍事的な拠点としてはカーリンジャル、アジャヤガル、宗教的な拠点としてはカジュラーホーが知られ、アジャヤガルを除く3つが首都であった。
そのうち、宗教的な拠点であるカジュラーホーは、王朝の独立時から多数のヒンドゥー寺院が建設され、世界遺産にもなっている「カジュラーホーの寺院群」を築いたことで世界的に知られる。

### 衰退と滅亡
ヴィディヤーダラの来孫で8代後のパラマルディンのとき、チャーハマーナ朝がブンデールカンドに侵攻し、1182年にマホーバー近郊でチャンデーラ朝の軍勢は敗れた。このとき、アールハーとウーダルの兄弟がマホーバーを救うために死んだ。
また、ゴール朝のムハンマド・ゴーリー麾下の将軍アイバクによって、1203年にカーリンジャルとマホーバーが攻撃されて陥落した。
1205年、トライローキヤヴァルマンによって、全盛期にはとても及ばないもののブンデールガンド地方一帯の勢力回復がなされた。チャンデーラ朝は独立勢力として、東のカラチュリ朝や近隣諸勢力、ビール族などとも争った。
しかし、1309年頃にハルジー朝のアラー・ウッディーン・ハルジーの命を受け、マリク・カーフールがデカン遠征へと赴く途中、チャンデーラ朝を滅ぼしたとされる。